# Макин (атолл)
Макин (англ. Makin) — один из атоллов в архипелаге Гилберта (Республика Кирибати). Остров лежит чуть севернее атолла Бутаритари. Координаты: 3°23′ с. ш. 173°00′ в. д. Площадь острова — 7,89 км². Площадь лагуны — 0,3 км². По результату переписи населения 2010 года численность населения составляла 1798 человек.

## Поселения острова и их численность на 2010 год
| Остров / Поселение  | Английское название  | Население, чел. (2010) | Площадь км² | Плотность, чел./км² | Площадь лагуны, км² |
| ------------------- | -------------------- | ---------------------- | ----------- | ------------------- | ------------------- |
| Малый Макин / Макин | Little Makin / Makin | 1364                   | 6,24        | 218,59              | 0,3                 |
| Бикин-Эитеи         | Bikin Eitei          |                        | 0,03        |                     |                     |
| Аонибике (Аонбике)  | Aonibike (Aonbike)   |                        | 0,13        |                     |                     |
| Тебуа-Тарава        | Tebua Tarawa         |                        | 0,02        |                     |                     |
| Киебу               | Kiebu                | 434                    | 0,98        | 442,86              |                     |
| Онне                | Onne                 |                        | 0,50        |                     |                     |
| Всего               | Total                | 1798                   | 7,89        | 227,88              | 0,3                 |